# Монті (район)

Герб Монті

Монті (італ. Monti — гори) — I. район Рима. Він охоплює пагорби Есквілін, Вімінал, та Квіринал, які належать до класичних семи пагорбів Рима, та яка відповідно і дали назву району.

## Історія
В античні часи цей район був найщільніше заселеним районом Рима. Коли у середньовіччя пагорби Рима було залишено населенням і центр міста перенісся на Марсове поле, то ці місця стали виноградниками та садами і залишались ними до 19 століття. Середньовічне ім'я району було Regio Montium et Biberatica за іменем дороги Via Biberatica, яка перетинала Форум Траяна.

## Герб
Герб району показує три стилізовані пагорби.